# Issé
Issé (bretonisch: Izeg; Gallo: Isae) ist eine französische Gemeinde mit 1.825 Einwohnern (Stand: 1. Januar 2022) im Département Loire-Atlantique in der Region Pays de la Loire; sie ist Teil des Arrondissements Châteaubriant-Ancenis und des Kantons Châteaubriant. Die Einwohner werden Isséens genannt.

## Geografie

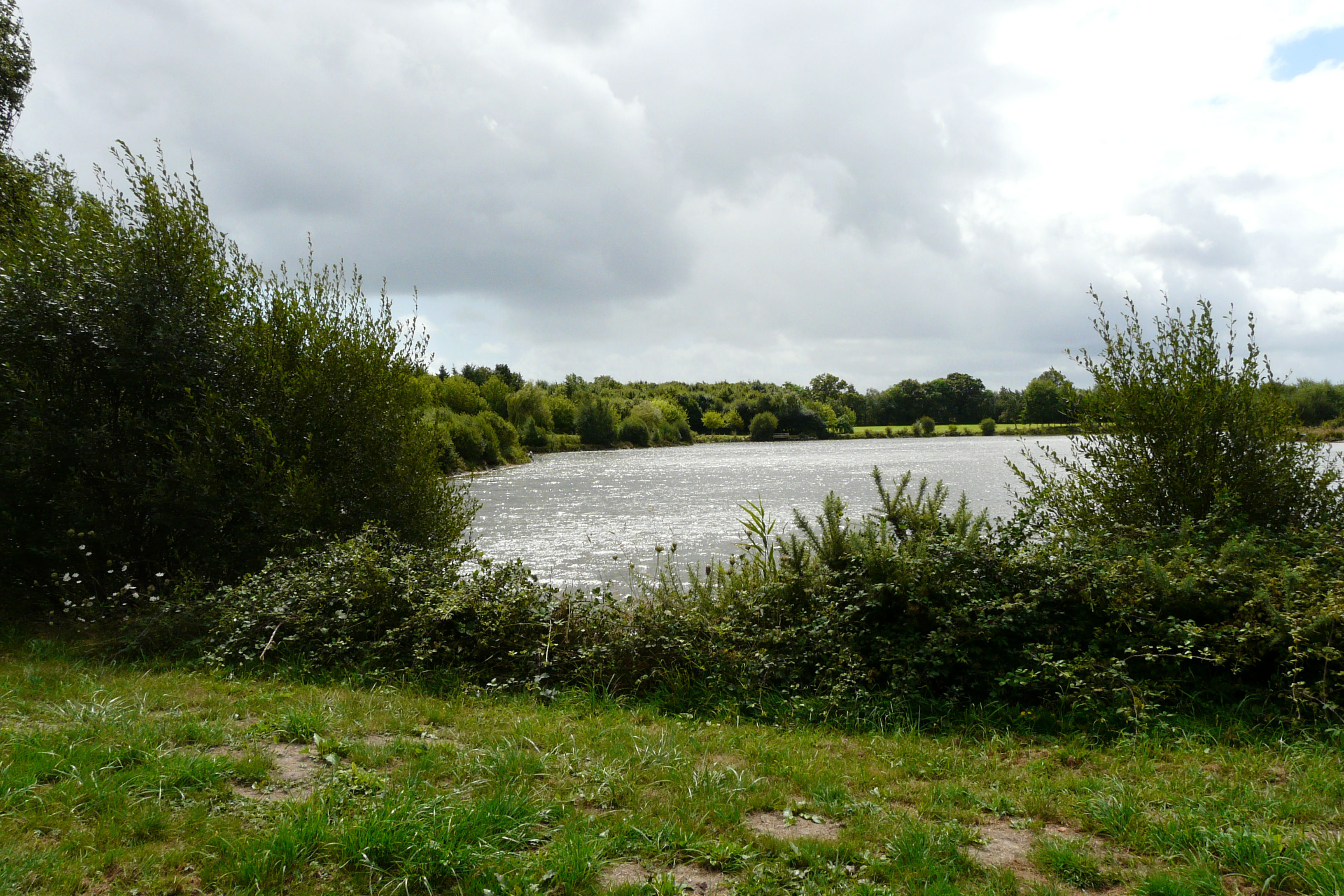
See Beaumont

Issé liegt etwa 56 Kilometer südsüdöstlich von Rennes und etwa 46 Kilometer nordnordöstlich von Nantes am Fluss Don. Umgeben wird Issé von den Nachbargemeinden Saint-Vincent-des-Landes im Norden und Nordwesten, Louisfert im Norden und Nordosten, Moisdon-la-Rivière im Osten, La Meilleraye-de-Bretagne im Südosten, Abbaretz im Süden und Südwesten sowie Treffieux im Westen.
Der Ort hat einen Bahnhof an der Bahnstrecke Nantes–Châteaubriant, an dem früher die Feldbahn Issé–Abbaretz endete.

## Bevölkerungsentwicklung
| Jahr                       | 1962 | 1968 | 1975 | 1982 | 1990 | 1999 | 2006 | 2017 |
| Einwohner                  | 1892 | 1898 | 1909 | 1896 | 1821 | 1776 | 1809 | 1833 |
| Quellen: Cassini und INSEE |      |      |      |      |      |      |      |      |

## Sehenswürdigkeiten

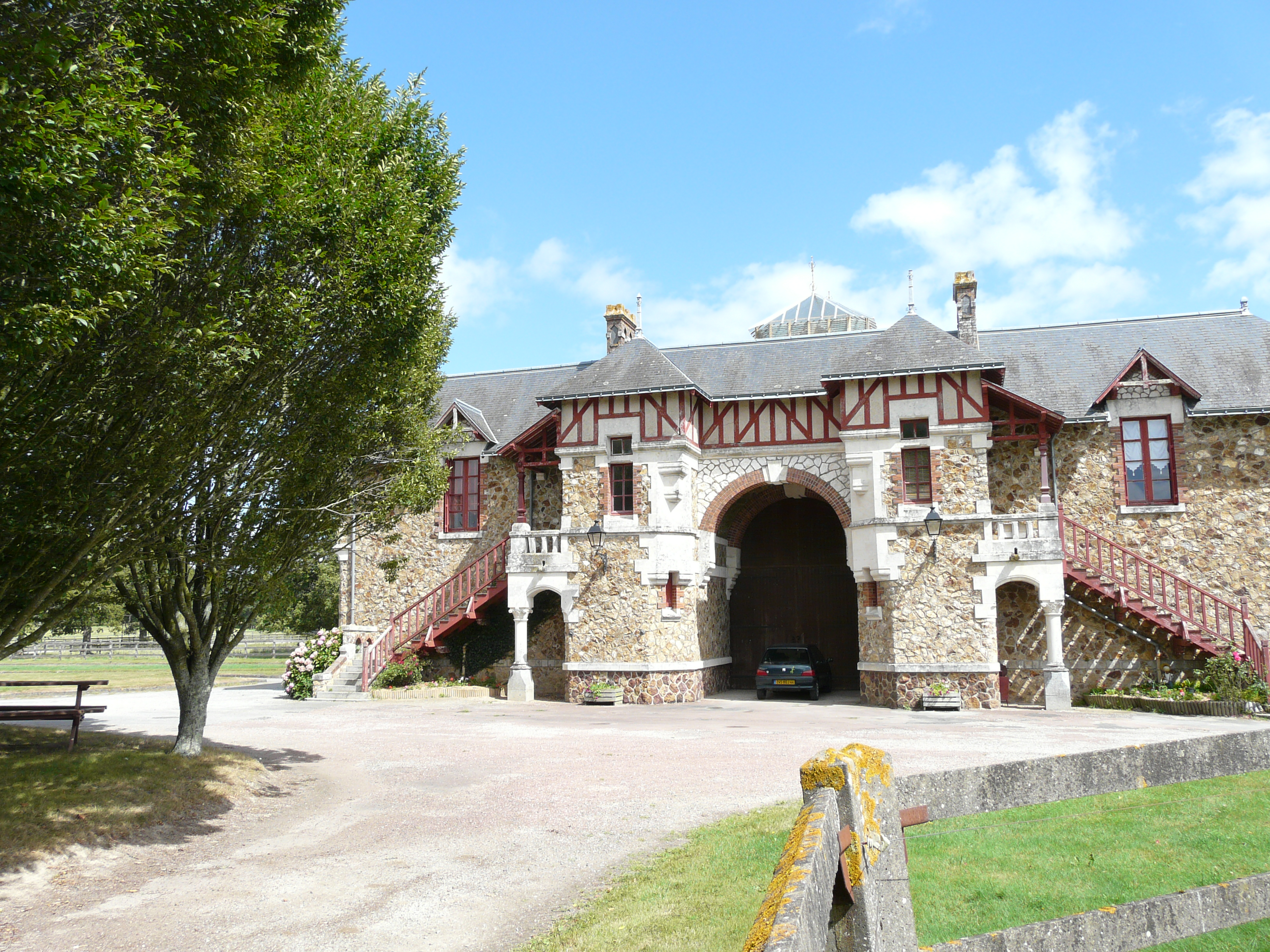
Gestüt Gâtine

- Gestüt Gâtine
- Mühle Le Frétay
- See Beaumont

## Persönlichkeiten
- Xavier Eluère (1897–1967), Boxer